# Rehobothkerk (Tholen)

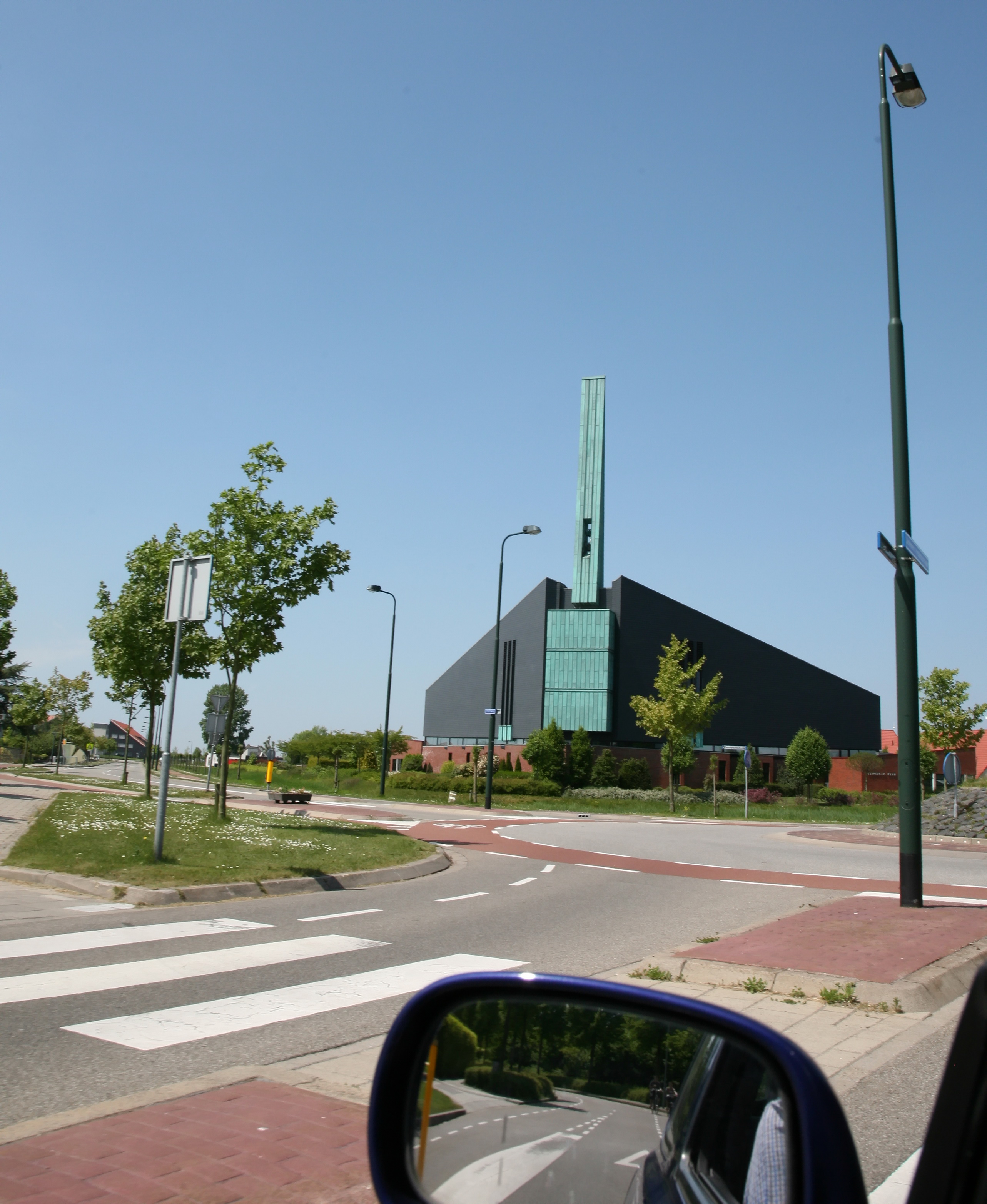
Rehobothkerk

De Rehobothkerk is een kerkgebouw in de stad Tholen in de Nederlandse provincie Zeeland, gelegen aan de Ds. G.H. Kerstenstraat 2. Het kerkgebouw wordt gebruikt door de Gereformeerde Gemeente aldaar.

## Geschiedenis
Dit kerkgenootschap kerkte vanaf 1902 in een gebouw aan Kruittoren 15, dat in 1910 nog werd uitgebreid, maar in 1972 werd verlaten. De kerk bezat een Koppejan-orgel. Dit kerkje ontstond door verbouwing van een tweetal woningen. Pas in 1906 werd de gemeente officieel geïnstitutionaliseerd.
In 1972 werd een nieuwe, grotere, kerk betrokken aan Hogaarsstraat 2. Deze kerk was gebouwd op vierkante plattegrond en werd gedekt door een tentdak. Hoewel de kerk 640 zitplaatsen telde, werd ook deze uiteindelijk te klein.
In 2003 werd daarom een grotere kerk in gebruik genomen, terwijl de kerk aan de Hogaarsstraat in 2008 werd gesloopt om plaats te maken voor woningen.

## Gebouw
De nieuwe en huidige kerk, een ontwerp van architect Valk, heeft de beschikking over een Van Oeckelen-orgel uit 1841, dat gebouwd was voor de Broerkerk te Groningen. Na sloop in 1892 van deze kerk deed het orgel onder meer dienst in de Gereformeerde Parklaankerk te Groningen.
Het huidige kerkgebouw is in modernistische stijl en bestaat uit een bakstenen basis, met daarboven een zwarte bovenkant, beide met schuin aflopend dak. De klokkentoren is een slanke, groenkoperen spits.